# جريدة حراء
جريدة حراء، جريدة سعودية تعد السابعة التي تصدر في المملكة العربية السعودية، والرابعة في المنطقة الغربية. صدر العدد الأول منها في 6 جمادى الأولى 1376هـ الموافق 8 ديسمبر 1956م بأربع صفحات، وكانت تصدر أسبوعياً حتى العدد الـ 68 المؤرخ في 11 ذي القعدة 1377هـ، إذ أصبح صدورها يومياً من العدد الـ 69 المؤرخ 13 ذي القعدة 1377هـ الموافق 30 مايو 1958م. وصاحبها ورئيس تحريرها صالح محمد جمال.

## البدايات
تقدم صالح محمد جمال بتقديم فكرة إنشاء جريدة إلى الملك عبدالعزيز بن عبدالرحمن آل سعود؛ فرفض بحجة أن الوقت غير مناسب لوجود أزمة ورق بسبب الحرب العالمية الثانية مما عمل ذلك على توقف صحيفة صوت الحجاز، وبعد عودة الصحيفة إلى الصدور تحت اسم البلاد السعودية بعد انتهاء الحرب، عاود الطلب صالح جمال فرفع الطلب إلى الملك سعود؛ فصدر الإذن بالموافقة من المديرية العامة للإذاعة والصحافة والنشر التي كان مديرها آنذاك الأستاذ عبدالله بلخير، وكان في مكة مطبعة الحكومة فقط التي تقوم بطباعة صحيفة أم القرى، ومطبعة الشركة العربية للطباعة والنشر التي كانت تقوم بطباعة صحيفة البلاد السعودية، وكلاهما مطابع بدائية تعتمد على اليد، مما شجع صالح جمال أن يتجه إلى صاحبه محمد حسين أصفهاني الذي كان قد أنشا مطابع متطورة في جدة، وبالفعل اتفقا على الأصدار، حتى أن الصحيفة لاقت إقبالاً كبيراً، وقررت الصحيفة أن تصدر يومية وحصلت على موافقة المديرية العامة للأذاعة والصحافة والنشر، وأصبح من المتعذر طبع الصحيفة بجدة يومياً، لذلك فكر صالح جمال بإنشاء مطبعة في مكة وتسميتها دار الثقافة للطباعة والزنكوغراف، وبالفعل صدرت صحيفة حراء اليومية في مطابع الثقافة يوم الأول من ذي القعدة سنة 1377هـ، وتطورت المطبعة شيئاً فشيئاً حتى أستوردت مكائن طباعة حديثة تدار بالكهرباء للصحيفة والمطبوعات التجارية، وبعد ذلك أستورد ماكينة جمع آلي، واستقدم عمالة من البلاد المجاورة للعمل على الآلات، وبعد تحويل الصحافة السعودية من امتيازات الأفراد إلى المؤسسات في سنة 1383هـ بدأ صدور الصحف السعودية عن المؤسسات في 1 /11 /1383هـ طلبت مؤسسة مكة للإعلام التي انتقل إليها امتياز الندوة أن تستمر مطابع دار الثقافة في طبع صحيفة حراء بعد تحويلها لصحيفة الندوة.

## تاريخ الإصدار
صدر العدد الأول منها في 6 جمادى الأولى 1376هـ/8ديسمبر 1956م، حيث كانت تصدر أسبوعياً إلى العدد 68، والذي صدر في 11 من ذي القعدة من عام 1377هـ ثم أصبحت تصدر يومياً، ومن أبرز المطابع التي تنقلت بينها الصحيفة:
- مطابع الأصفهاني بجدة
- مطابع صحيفة حراء بمكة المكرمة
- أندمجت مع صحيفة الندوة بعد صدورها يومية بحوالي ثمانية أشهر لتصدر باسم الندوة وحراء سابقاً، وصدر عددها الأول في 18 /7/ 1378هـ-28/ 1/ 1959م، ثم بعد صدورها بعددين تحت الاسم الندوة وحراء سابقاً أصبحت تصدر باسم الندوة فقط، واختفى مسمى الندوة بعد سنتين وشهرين من الازدهار.[4]

## وصلات خارجية
- حراء... اسم مناسب!.